# نقل المواد السائبة

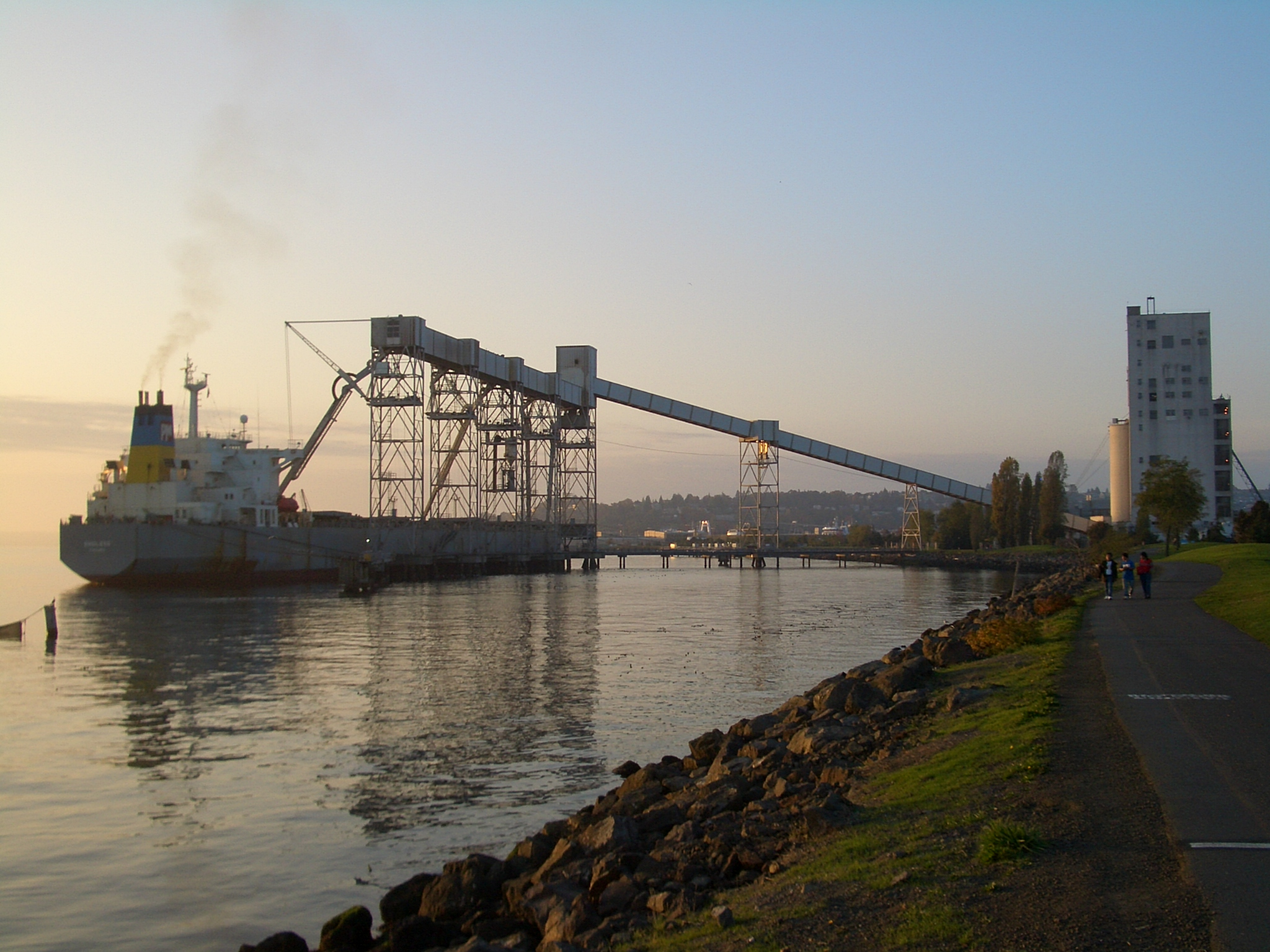
A boat being loaded at Pier 86 Grain Terminal in Seattle

نقل المواد السائبة هو مجال هندسة تطبيقية يتمحور حول تصميم المعدات المستخدمة في نقل المواد السائبة مثل خام، الفحم، الحبوب، ورقائق الخشب والرمل والحصى والحجارة في شكل سائب فضفاض. كما يمكن أن يتعامل المخلفات المختلطة.